# Natàlia Via-Dufresne Pereña
Natàlia Via-Dufresne Pereña (Barcelona, 10 de juny de 1973) és una regatista catalana, ja retirada, guanyadora de dues medalles olímpiques i germana de la també regatista i medallista olímpica Begonya Via-Dufresne.
Diplomada en fisioteràpia, va formar-se al Club Nàutic el Masnou en la classe Optimist. Competint a la classe Europe ha estat campiona d'Espanya en quatre ocasions (1990, 1991, 1993, 1994) i d'Europa (1995) i guanyà la medalla de bronze en el Mundial de 1995. Va participar en els Jocs Olímpics de Barcelona 1992, on aconseguí guanyar la medalla de plata en la classe Europe. Va passar a la classe 470 i repetí els títols de campiona d'Espanya (1997, 1999, 2003, 2006), d'Europa (2003) i tres medalles de bronze als Campionats del Món (2000, 2001, 2002). En aquest disciplina, va participà en els Jocs Olímpics d'Atenes 2004, juntament amb Sandra Azón, aconseguint la seva segona medalla de plata. També competí als Jocs Olímpics de Sydney 2000 i de Pequín 2008.
Va ser premiada amb la medalla de plata de la Reial Ordre del Mèrit Esportiu l'any 1994.